# Biuletyn Historii Pogranicza
Biuletyn Historii Pogranicza – czasopismo naukowe z dziedziny historii wydawane od 2000 roku przez białostocki oddział Polskiego Towarzystwa Historycznego, od 2019 roku współwydawane z Muzeum Pamięci Sybiru w Białymstoku. Redaktorem czasopisma jest prof. dr hab. Wojciech Śleszyński, dyrektor Muzeum Pamięci Sybiru.

## O czasopiśmie
„Biuletyn Historii Pogranicza” jest rocznikiem. Periodyk poświęcony jest opisywaniu dziejów i dziedzictwa pogranicza – historycznego obszaru Wielkiego Księstwa Litewskiego (łącznie z Podlasiem) – w aspektach geograficznym, społecznym i kulturowym aż po czasy współczesne. Czasopismo publikuje studia i artykuły, materiały źródłowe, polemiki, recenzje, relacje z konferencji i spotkań oraz sylwetki zmarłych naukowców. Artykuły drukowane są w językach: polskim, białoruskim, rosyjskim; streszczenia publikowane są także w językach litewskim i angielskim.
Pomysłodawcą i twórcą „Biuletynu Historii Pogranicza” jest historyk dr Jan Jerzy Milewski. W pierwszym numerze czasopisma  wyjaśniał: „Idea pisma zrodziła się z potrzeby lepszego poznania aktualnego dorobku historiografii i badań […], a także z dążenia do bieżącego prezentowania najnowszych opracowań. […] łamy pisma winny stać się miejscem dyskusji historyków trzech (a może nie tylko) sąsiednich państw, co przyczyni się do lepszego zrozumienia wspólnej historii, a tym samym zbliżenia społeczeństw”.
Od 2019 roku wydawcą „Biuletynu Historii Pogranicza” obok białostockiego oddziału Polskiego Towarzystwa Historycznego jest Muzeum Pamięci Sybiru. Od tego momentu czasopismo ma nową szatę graficzną.
Czasopismo publikuje artykuły w oparciu o zasady etyczne zgodne z wytycznymi wydanymi przez Committee on Publication Ethics (COPE). Wszystkie artykuły są dostępne w Open Access na licencji CC BY-NC-ND-4.0.
„Biuletyn Historii Pogranicza” znajduje się w wykazie czasopism naukowych prowadzonym przez Ministra Edukacji i Nauki. Za publikację artykułu na jego łamach można otrzymać 40 pkt.